# Cintura
En anatomía humana, la cintura pélvica, o sencillamente cintura, también llamada pelvis es una parte del abdomen situada entre el tórax y la cadera. En las personas sin sobrepeso, la cintura es la parte más estrecha del tronco. Desde el punto de vista anatómico es el primer segmento del miembro inferior -o pelviano-. La conforman los coxales, uno a cada lado de la línea media, articulados con el sacro por su parte posterior y entre ellos mediante la sínfisis pubiana por delante. A su vez, cada coxal resulta de la unión del ilion, isquion y pubis, huesos que se fusionan en edad muy temprana y que, inicialmente se encuentran separados pero con el tiempo se funden y conforman un hueso compuesto por 2 caras y 4 bordes y el borde anal.
La medida de la cintura hace referencia a la línea horizontal donde la cintura es más estrecha. Las complexión femenina tiene, por lo general, una cintura más estrecha que los hombres.

## Índice cintura/cadera
El índice cintura/cadera es una relación para dividir el perímetro de la cintura entre el de la cadera. El índice la proporción en la que la grasa está distribuida a través del tronco.
Un índice de 0,7 para las mujeres y de 0,9 para los hombres corresponden a los ideales de salud y fertilidad.

## Medida de la cintura

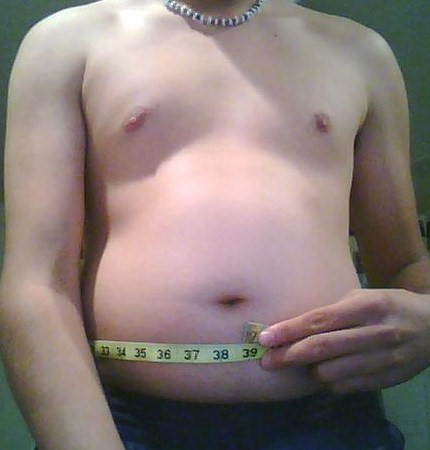
Un joven con sobrepeso con una circunferencia en la cintura de 100 cm.

El tamaño de la circunferencia de la cintura de una persona se utiliza para determinar obesidad. Un exceso de grasa abdominal es un factor de riesgo para el desarrollo de enfermedades cardíacas y otras enfermedades relacionadas con el sobrepeso. El Instituto Nacional del Corazón, Pulmones y Sangre de los Estados Unidos (The National, Heart, Lung and Blood Institute, NHLBI) categoriza el riesgo de enfermedades relacionadas con la obesidad como alto si la circunferencia de la cintura es mayor que 102 cm y 88 cm, para los varones y las mujeres, respectivamente.
Un estudio publicado por The European Heart Journal en abril de 2007 mostró que la circunferencia de la cintura, al igual que el índice cintura/cadera ayudan a predecir problemas cardiovasculares.

## Funciones y características
La cavidad que forma la cintura pélvica sirve de alojamiento para las vísceras que existen a ese nivel como son la vejiga, ambos intestinos y, en el caso de la mujer, los órganos reproductores.
En la cintura pélvica se localizan músculos como: recto anterior del abdomen, oblicuos, aductor, el psoas e ilíaco, recto anterior, glúteos e isquiotibiales.